# Amphiascopsis
Amphiascopsis är ett släkte av kräftdjur. Enligt Catalogue of Life ingår Amphiascopsis i familjen Diosaccidae, men enligt Dyntaxa är tillhörigheten istället familjen Miraciidae.
Kladogram enligt Catalogue of Life och Dyntaxa:
| Amphiascopsis | \| \| Amphiascopsis cinctus \| \| \| \| \| \| Amphiascopsis obscurus \| \| \| \| \| \| Amphiascopsis thalestroides \| \| \| \| |
|               | \| \| Amphiascopsis cinctus \| \| \| \| \| \| Amphiascopsis obscurus \| \| \| \| \| \| Amphiascopsis thalestroides \| \| \| \| |
|               | Amphiascopsis cinctus |
|               | |
|               | Amphiascopsis obscurus |
|               | |
|               | Amphiascopsis thalestroides |
|               | |